# Elleanthus longibracteatus
Elleanthus longibracteatus là một loài thực vật có hoa trong họ Lan. Loài này được (Lindl. ex Griseb.) Fawc. mô tả khoa học đầu tiên năm 1893.